# Иванов, Анатолий Александрович (Герой Российской Федерации)
Анатолий Александрович Иванов (1942—2000) — лётчик-испытатель, Герой Российской Федерации (1997).

## Биография
Анатолий Иванов родился 20 апреля 1942 года в Сталинабаде (Душанбе). С раннего возраста проживал в селе Петропавловка Воронежской области.
В 1959—1970 годах проходил службу в Советской Армии. В 1964 году Иванов окончил Качинское военное авиационное училище лётчиков имени А. Ф. Мясникова. В 1970—1979 годах он работал лётчиком-испытателем в ГК НИИ ВВС.
С 1979 года Иванов работал лётчиком-испытателем на Московском машиностроительном заводе имени П. О. Сухого. Проводил испытания самолётов «Су-15», «Су-17», «Су-24», «Су-25», «Су-27», «Су-28», «Су-34», в том числе в боевых условиях (командировался в Афганистан во время ведения там боевых действий советскими войсками). В общей сложности освоил и испытал 89 типов самолётов.
Едва не погиб при испытательном полёте на прототипе будущего тяжелого истребителя Су-17 в полёте 28 сентября 1983 года, когда на высоте 6 000 метров самолёт оказался полностью обесточен. Посадил машину «на брюхо» в поле, но при торможении самолёт попал в яму и разрушился, А. Иванов более года провёл на больничной койке с тяжелыми травмами позвоночника и грудной клетки, но сумел восстановиться и вернуться на лётно-испытательную работу.
Указом Президента Российской Федерации от 16 апреля 1997 года за «мужество и героизм, проявленные при испытании специальной авиационной техники» Анатолий Иванов был удостоен звания Героя Российской Федерации с вручением медали «Золотая Звезда».

Могила А. А. Иванова на Быковском кладбище Жуковского.

В 1997 году Иванов был назначен заместителем начальника лётной службы ОКБ Сухого. Умер 27 августа 2000 года, похоронен на Быковском кладбище Жуковского.
Был также награждён орденами Ленина, «Знак Почёта» и Красной Звезды, рядом медалей.